# Waldkraiburg
Waldkraiburg – miasto w Niemczech, w kraju związkowym Bawaria, w rejencji Górna Bawaria, w regionie Südostoberbayern, w powiecie Mühldorf am Inn. Leży około 10 km na południowy zachód od Mühldorf am Inn, nad Innem, przy linii kolejowej Rosenheim - Landshut.

## Demografia
Dane o ludności z 31 grudnia 2008:
| Opis                                | Ogółem | Ogółem | Kobiety | Kobiety | Mężczyźni | Mężczyźni |
| ----------------------------------- | ------ | ------ | ------- | ------- | --------- | --------- |
| Jednostka                           | osób   | %      | osób    | %       | osób      | %         |
| Populacja                           | 24 037 | 100    | 12 218  | 50,83   | 11 819    | 49,17     |
| Wiek przedprodukcyjny (0–17 lat)    | 3956   | 16,46  | 1946    | 8,1     | 2010      | 8,36      |
| Wiek produkcyjny (18–65 lat)        | 14 666 | 61,01  | 7054    | 29,35   | 7612      | 31,67     |
| Wiek poprodukcyjny (powyżej 65 lat) | 5415   | 22,53  | 3218    | 13,39   | 2197      | 9,14      |

## Polityka
Wójtem gminy jest Siegfried Klika z CSU, rada gminy składa się z 30 osób.
|      | CSU | SPD | DU/Zieloni | Zieloni/ödp | UWG | Razem |
| 2008 | 18  | 9   | -          | 1           | 2   | 30    |
| 2002 | 19  | 10  | 1          | -           | -   | 30    |